# Burg Uexküll
Die Burg Uexküll (lettisch Ikšķiles viduslaiku pils) ist die Ruine der ältesten Steinburg in Livland, errichtet am Ufer der Düna, etwas südlich der Stadt Ikšķile (deutsch Uexküll) gelegen. Durch die Aufstauung der Düna sind die Überreste der Burganlage heute vollständig von Wasser bedeckt.

## Geschichte
Als der deutsche Missionar Meinhard von Segeberg 1184 Livland mit dem Ziel der Missionierung des Volkes der Liven erreichte, ließ er sich etwa 45 km flussaufwärts der Düna im Dorf Uexküll nieder und baute dort noch im Jahr seiner Ankunft eine Holzkirche. Die Missionierung der Einheimischen gestaltete sich jedoch als schwierig, da zum einen die getauften Liven ständig von benachbarten Stämmen bedroht wurden und zum anderen viele Neu-Christen nicht besonders glaubenstreu waren, was sich durch ersteren Punkt wiederum verschlechterte. Nach einem winterlichen Überfall litauischer Stämme erkannte Meinhard, dass die Mission auf Dauer nur Erfolg haben konnte, wenn es gelinge, die getauften Liven besser zu beschützen.
Mit der Hilfe von Steinmetzen aus Gotland errichtete er im Dorf Uexküll 1185 zunächst eine Steinkirche und direkt daneben eine gemauerte Burg; beides waren die ersten mit Kalkmörtel gemauerten Steingebäude in ganz Livland. Diese Bauweise war den einheimischen Völkern bisher gänzlich unbekannt. In der Regel wurden Burgen und Gebäude aus Holz oder Lehm errichtet. Steine wurden zwar hin und wieder verwendet, jedoch nur lose aufgeschichtet als Trockenmauer. Dies führte bei feindlichen Stämmen zu fatalen Fehleinschätzungen. So auch bei den benachbarten Semgallen, die der Meinung waren, man könne die Burg mittels Schiffstauen in den Fluss schleifen. Sie begannen noch im selben Jahr mit ihrem Angriff auf die Burg Uexküll. Der Chronist Heinrich von Lettland beschrieb den Ausgang dieses Angriffs folgendermaßen:

„Jedoch die Steinschützen machten ihnen die Köpfe blutig, und sie musten mit Schaden abziehen.“

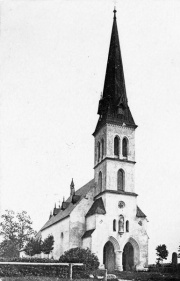
Die alte Kirche von Uexküll nach dem Wiederaufbau 1879

1186 wurde Meinhard durch den Bremer Erzbischof Hartwig II. zum ersten Bischof von Livland geweiht, mit Sitz in Uexküll. Nach dessen Tod 1196 wurde der Missionar Berthold von Hannover, einer seiner längsten Wegbegleiter, zum Bischof ernannt, verstarb aber bereits 1198. Mit der Ankunft des neuen Bischofs Albert I. 1200 in Livland begann die Zeit der Kreuzzüge im Osten. Er gründete an der Dünamündung die Stadt Riga und verlegte 1201 den Bischofssitz von Uexküll in die neue Stadt. Einer der Gründe war vermutlich, dass Riga für Verstärkungen viel leichter vom Meer aus erreichbar war als Uexküll; die vielen Stromschnellen und Untiefen auf dem Weg nach Uexküll machten deutsche Schiffe zu einem leichten Ziel für heidnische Angriffe. Der bisherige Bischofssitz wurde daraufhin zu einer bischöflichen Vasallenburg und der Ritter Conrad von Meyendorff, der Stammvater des Adelsgeschlechts Uexküll, neuer Besitzer. 1203 überfiel Fürst Wladimir von Polozk Livland und belagerte in dessen Verlauf auch die Burg Uexküll, jedoch erfolglos. In den folgenden Jahren war die Burg Ausgangspunkt für mehrere Feldzüge gegen aufständische Liven und die Litauer.
Im Laufe der folgenden Jahrzehnte wuchsen die Spannungen und Machtkämpfe zwischen den Bischöfen von Riga und dem von Bischof Albert I. 1202 initiierten Schwertbrüderorden, der 1236 in den Deutschen Orden integriert wurde und fortan als Livländischer Orden bekannt war. Dies führte 1297 zum Livländischen Bürgerkrieg, in dem sich die Stadt Riga, der Erzbischof, sowie das Großherzogtum Litauen auf der einen Seite und dem Livländischen Orden auf der anderen Seite gegenüberstanden. Der Krieg endete zwar offiziell 1330, der Konflikt jedoch bestand noch die nächsten 200 Jahre fort. In dieser Zeit wurde die Burg mehrmals vom Orden erobert und später wieder an das Bistum übergeben.
Wann die Burg letztmalig zerstört wurde, ist nicht genau bekannt. Möglicherweise wurde sie 1522 im Zuge heftiger Kämpfe zwischen Truppen des Erzbistums und des Ordens unter Landmeister Wolter von Plettenberg so schwer zerstört, dass sie nicht wieder aufgebaut wurde. Andere Quellen sprechen von einer Zerstörung erst Mitte bis Ende des 16. Jahrhunderts, da sie zu dieser Zeit noch bewohnt gewesen sein soll. Ab 1522 soll auch ein Kalkofen auf dem Burggelände errichtet worden sein, der nicht nur Dolomit vom Dünaufer, sondern auch Mauersteine der Burg verarbeitete. Gegen Ende des 16. Jahrhunderts war die alte Burg bis auf ihre Grundmauern abgetragen, teilweise wurden darauf Gutsgebäude errichtet.
Mit dem Vertrag von Wilna 1561 ging die Burg mit dem säkularisierten Herzogtum Livland an Polen-Litauen über, bereits 1570 übergab sie König Stephan Báthory jedoch an die Stadt Riga. König Gustav II. Adolf von Schweden bestätigte dies 1630. Durch den Livländischen Krieg und den darauffolgenden Großen Nordischen Krieg wurde die Siedlung Uexküll immer wieder zerstört.

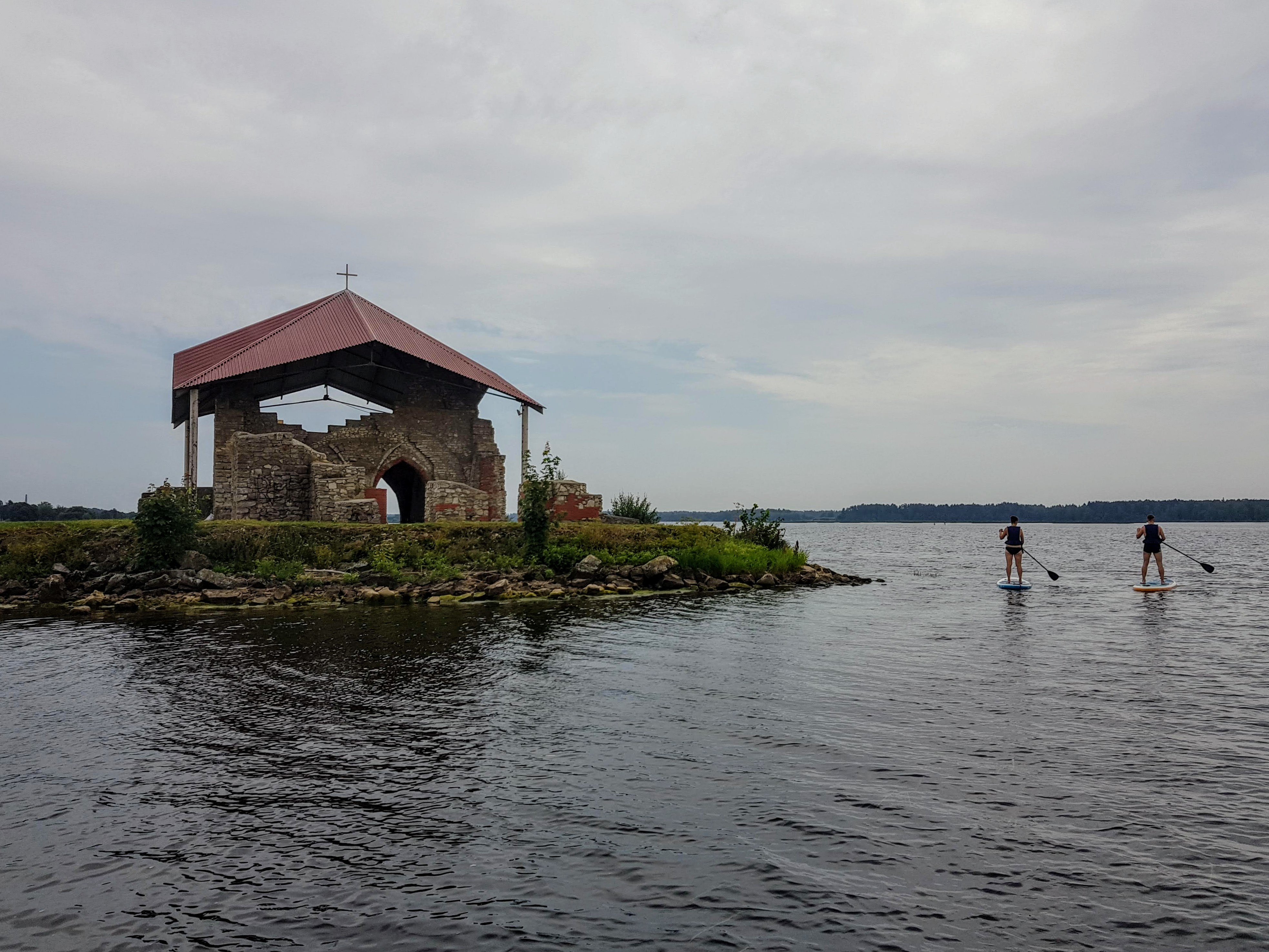
Überreste der Kirche mit Schutzdach

1903 untersuchte Karl von Löwis of Menar die Ruinen der Burg und fand an der Stelle lediglich einen mit Gras bewachsenen Bauschutt-Hügel vor, in dessen Mitte das später errichtete Nebengebäude des Anwesens stand. Er erstellte Burgpläne mit topografischen Skizzen der Umgebung und vermaß die oberirdisch noch sichtbaren Ruinenreste von Uexküll.
Während des Ersten Weltkriegs zerstörte deutsche Artillerie Uexküll-Kirche.
Der Plan zur Errichtung des Riga-Wasserkraftwerks in der Düna bedrohte die letzten Überreste von Burg und Kirche akut, da sie in dem geplanten Überschwemmungsgebiet der künftigen Staustufe lagen. Während des Baus des Wasserkraftwerks (1968–1975) wurden bei archäologischen Ausgrabungen die Überreste der Kirche und der Burg in Uexküll vollständig freigelegt. Dabei wurden auch ein Kalkofen und ein weiterer, noch älterer Kirchen-Vorgängerbau unter der bis dahin vermeintlich ältesten Kirche entdeckt.
Der untere Abschnitt des Düna-Tals wurde 1974 geflutet, das Wasser stieg auf etwa 17,7 m über den Meeresspiegel. Der Vorschlag aus Deutschland, die Ruine zu retten und aus dem Überflutungsgebiet abzutransportieren, wurde von den Behörden abgelehnt. Oberhalb des Wasserspiegels verblieb nur noch eine Insel mit den Ruinen der Kirche, die aus Sicherheitsgründen bis zu zwei Meter mit Erde zugeschüttet werden musste. Um die Kirchen-Ruine zu erhalten, wurde 2002 über ihr ein Metalldach errichtet.

## Beschreibung
Die Burg Uexküll wurde an einem strategisch wichtigen Ort errichtet, da die Wasserstraße hier von einer Landstraße von Norden nach Süden gekreuzt wurde, die die Litauer oft bei ihren militärischen Überfällen nutzten.
Die Burg wurde etwa 10 m rechts neben der Kirche als zunächst separates Gebäude errichtet, erst im Laufe der Zeit wurden beide miteinander verbunden und bildeten so eine gemeinsame Anlage. Von Süden her war diese durch das etwa 6 m hohe Steilufer der Düna geschützt, im Osten wurde ein 8 m breiter Graben angelegt, der noch im 20. Jahrhundert erkennbar war. Gleichzeitig diente er auch als Abstieg zur Düna. Im Norden befand sich die Siedlung Uexküll mit Bauernhöfen und Ackerflächen.

### Kirche

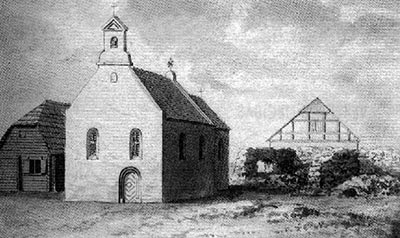
Die Kirche von Uexküll, daneben die Ruinen der ehemaligen Burg (Zeichnung von 1792)

Von der ersten Kirche aus dem 12. Jahrhundert ist nur noch der untere Teil des Mauerfundaments erhalten. Sie hatte eine Länge von etwa 27 m und eine Breite von 10 m, die ca. 1,4 m dicken Dolomitstein-Wände waren in Schalenmauerwerk-Bauweise errichtet. Sie besaß eine halbrunde romanische Apsis mit einem Außenradius von 4 m. Die Kirche war stellte ein separates Gebäude dar und war nicht in die Burganlage eingebunden, welche sich etwa 10 m von der Kirche entfernt befand.
Die zweite Kirche aus dem 13. Jahrhundert wurde von Steinmetzen aus Gotland errichtet, welche sich romanischer Elemente und der Gewölbebauweise bedienten. Sie hatte eine Grundfläche von 23 × 13 m und bestand aus zwei Gebäudeteilen; einem zweischiffigen Hauptbau und einem an der Ostseite angeordneten, nahezu quadratischen Chor mit einer Fläche von 11,2 × 11 m. An der Südseite des Hauptbaus befand sich der Haupteingang der Kirche, in der Nordwand waren Schießscharten eingearbeitet. Der Großteil der Kirche wurde aus grob behauenen Kalksteinblöcken gemauert und anschließend mit einer dünnen Putzschicht überzogen, die Details waren sorgfältig behauen. Durch den Bau einer westlichen, südlichen und östlichen Mauer entstand ein geschlossener Innenhof, der mit der im östlichen Teil der Anlage errichteten Burg verbunden war. In diesem Innenhof befand sich ursprünglich ein Friedhof.

### Burg
Die Burg bestand aus mehreren gemauerten Gebäuden umgeben von einer ebenfalls gemauerten Burgmauer, die im Süden vom Düna-Steilufer und im Osten vom Burggraben begrenzt war. An der Westseite der Burg und neben der Kirche befand sich ein turmartiges Gebäude mit einer Grundfläche von 10 × 16 m. Dieses war vermutlich das erste Gebäude der späteren Burg und es gilt als wahrscheinlich, dass Bischof Meinhard das Gebäude als seinen Anteil (1/5 der Burg) für sich beanspruchte. Die restlichen 4/5 des Burghofes standen vertragsgemäß den getauften Liven zu. Das zweite, größere Burggebäude (40 × 20 m) könnte ursprünglich den Liven gehört haben und diente vermutlich Lager- und Wirtschaftszwecken. Es umfasste einen länglichen, viereckigen Bereich, dessen Ecken an der Ostseite durch Strebepfeiler verstärkt waren. Der einzig mögliche Standort für ein Tor könnte sich demnach ganz am nördlichen Ende der Ostseite der Verteidigungsmauer befunden haben. Zu einer anderen Zeit befand sich wahrscheinlich der Hauptzugang zentral in der Nordmauer. Im Hof befand sich außerdem ein 6 × 8 m großes Wohngebäude mit Warmluftheizung. Etwa 16 m östlich davon an der Nordmauer wurde das Fundament eines weiteren Gebäudes mit einem quadratischen Grundriss (7 × 7 m) freigelegt, in welchem sich zwei Räume befanden. Im Burghof wurden die Fundamente weiterer Gebäude freigelegt, sie konnten jedoch aufgrund ihrer Lage nicht gleichzeitig existieren und mussten zu unterschiedlichen Zeiten erbaut worden sein.